# Anders Rambekk
Anders Rambekk (Kristiansand, 17 agosto 1976) è un ex calciatore norvegese, di ruolo difensore.

## Carriera

### Club
Rambekk iniziò la carriera con le maglie di Urædd e Pors Grenland. Nel 1999, fu ingaggiato dall'Odd Grenland, con cui debuttò nella Tippeligaen l'11 aprile: fu titolare nel successo per 2-1 in casa del Viking. Nel 2005, passò al Lillestrøm, per cui debuttò il 10 aprile, nella sconfitta per 3-1 in casa dello Start. Nel 2009 tornò all'Odd Grenland, dove diventò anche vice-capitano. Si ritirò al termine del campionato 2010.

### Nazionale
Rambekk giocò 7 partite per la Norvegia. Il 1º giugno 2006 esordì in Nazionale, nel pareggio a reti inviolate contro la Corea del Sud.